# Carlos Azevedo
Carlos Azevedo (Lisboa, 29 de março de 1949 — Carnaxide, 26 de outubro de 2012) foi um compositor e pianista português.

## Biografia
Compositor e pianista, estudou composição com Jorge Peixinho. Foi professor e diretor da Escola Jazz, no Hot Clube de Portugal. Fundou várias escolas para o estudo da música. 

## Carreira
Entre outros tocou com Jan A. P. Kaczmarek (Vencedor do Oscar “Melhor banda sonora" em 2005), Steve Potts, Carlos Alberto Augusto, Paleka e Maria João. Compôs regularmente para teatro, cinema, e para os grupos em que tocava.
Trabalhou com Guida Almeida, com o  fotógrafo Miguel Valle de Figueiredo, e o produtor Andrej Kowalski. 
Participou em vários festivais nacionais e internacionais de música tais como o Festival Jazz Bruges, na Bélgica.
Trabalhou com inúmeros fadistas, a quem acompanhou ao piano como Nuno da Câmara Pereira, Maria João Quadros, Miguel Sanches, Mísia e Ruca Fernandes.

## Prémios
- "Gold Leopard" Prémio de Melhor Original Score em Lucerna, Suíça para o filme "Zefiro", um filme de José Álvaro Morais

- 1º prémio Marcha da Bica, nos "Santos Populares, Marchas de St º António".